# Isidora Sekulić

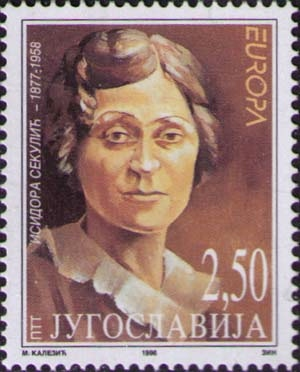
Isidora Sekulić auf einer jugoslawischen Briefmarke aus dem Jahr 1996

Isidora Sekulić (serbisch-kyrillisch Исидора Секулић, geboren am 16. Februar 1877 in Mošorin; gestorben am 5. April 1958 in Belgrad) war eine serbische Schriftstellerin.

## Leben
Sekulić wurde 1877 in Mošorin im Bezirk Titel geboren und verbrachte ihre Kindheit in Ruma und Zemun. Sie studierte in Budapest Mathematik und Naturwissenschaften und unternahm ausgedehnte Reisen durch Europa (England, Norwegen, Frankreich) und sprach mehrere europäische Literatursprachen. Im Jahre 1950 wurde sie in die Serbische Akademie der Wissenschaften und Künste gewählt. Isidora Sekulić starb 1958 in Belgrad.

## Isidora-Sekulić-Preis
Nach Isidora Sekulić ist der gleichnamige Literaturpreis benannt, der seit 1968 von der Belgrader Bezirksgemeinde Savski Venac verliehen wird.

## Werke
- Saputnici (1913)
- Pisma iz Norveške (1914)
- Iz prošlosti (1919)
- Đakon Bogorodičine crkve (1919)
- Kronika palanačkog groblja (1940)
- Zapisi (1941)
- Analitički trenuci i teme, 1–3 (1941)
- Zapisi o mome narodu (1948)
- Njegošu knjiga duboke odanosti (1951)
- Govor i jezik, kulturna smotra naroda (1956)
- Briefe aus Norwegen : ausgewählte Texte aus den Jahren 1913 bis 1951 / Isidora Sekulić ; aus dem Serbischen übersetzt und herausgegeben von Tatjana Petzer, Berlin : Friedenauer Presse, 2019, ISBN 978-3-932109-96-6